# Championnats panaméricains de cyclisme sur piste de 2014
Navigation
Championnats panaméricains 2013 Championnats panaméricains 2015
Les Championnats panaméricains de cyclisme sont les championnats continentaux annuels de cyclisme sur piste pour les pays membres de la Confédération panaméricaine de cyclisme.
Les compétitions se déroulent du 10 au 14 septembre à Aguascalientes, au Mexique.

## Podiums
| Épreuves                | Or                                                                        | Argent                                                                     | Bronze                                                                             |
| ----------------------- | ------------------------------------------------------------------------- | -------------------------------------------------------------------------- | ---------------------------------------------------------------------------------- |
| Compétitions masculines |                                                                           |                                                                            |                                                                                    |
| Kilomètre               | Ángel Pulgar Venezuela                                                    | Anderson Parra Colombie                                                    | Santiago Ramírez Colombie                                                          |
| Keirin                  | Fabián Puerta Colombie                                                    | Hugo Barrette Canada                                                       | Hersony Canelón Venezuela                                                          |
| Vitesse individuelle    | Hersony Canelón Venezuela                                                 | Fabián Puerta Colombie                                                     | Santiago Ramírez Colombie                                                          |
| Vitesse par équipes     | Venezuela Hersony Canelón César Marcano Ángel Pulgar                      | Colombie Rubén Darío Murillo Fabián Puerta Santiago Ramírez                | Brésil Dieferson Borges Kacio Fonseca Flávio Cipriano                              |
| Poursuite individuelle  | Robert Lea États-Unis                                                     | Mauro Agostini Argentine                                                   | Víctor Moreno Venezuela                                                            |
| Poursuite par équipes   | Colombie Sebastián Molano Brayan Sánchez Arles Castro Jhonatan Restrepo   | Argentine Mauro Abel Richeze Juan Darío Merlos Mauro Agostini Walter Pérez | Venezuela Isaac Yaguaro Manuel Briceño Randall Figueroa Víctor Moreno Máximo Rojas |
| Course aux points       | Luis Mansilla Chili                                                       | Manuel Briceño Venezuela                                                   | Robert Lea États-Unis                                                              |
| Américaine              | États-Unis Jacob Duehring Robert Lea                                      | Colombie Jordan Parra Jhonatan Restrepo                                    | Argentine Marcos Crespo Walter Pérez                                               |
| Scratch                 | Jorge Luis Montenegro Équateur                                            | Luis Mansilla Chili                                                        | Cristopher Mansilla Chili                                                          |
| Omnium                  | Sebastián Molano Colombie                                                 | Cristopher Mansilla Chili                                                  | Rémi Pelletier-Roy Canada                                                          |
| Compétitions féminines  |                                                                           |                                                                            |                                                                                    |
| 500 mètres              | Lisandra Guerra Cuba                                                      | Juliana Gaviria Colombie                                                   | María Esthela Vilera Venezuela                                                     |
| Keirin                  | Monique Sullivan Canada                                                   | Gabriela Yumi Brésil                                                       | Daniela Larreal Venezuela                                                          |
| Vitesse individuelle    | Lisandra Guerra Cuba                                                      | Monique Sullivan Canada                                                    | Daniela Larreal Venezuela                                                          |
| Vitesse par équipes     | Colombie Diana García Juliana Gaviria                                     | Venezuela Daniela Larreal María Esthela Vilera                             | Cuba Marlies Mejías Lisandra Guerra                                                |
| Poursuite individuelle  | Jasmin Glaesser Canada                                                    | Marlies Mejías Cuba                                                        | María Luisa Calle Colombie                                                         |
| Poursuite par équipes   | États-Unis Jennifer Valente Elizabeth Newell Amber Gaffney Kimberly Geist | Cuba Marlies Mejías Yumari González Yoanka González Yudelmis Domínguez     | Venezuela Angie González Jennifer César Lilibeth Chácon Zuralmy Rivas              |
| Course aux points       | Jasmin Glaesser Canada                                                    | Arlenis Sierra Cuba                                                        | María Luisa Calle Colombie                                                         |
| Scratch                 | Arlenis Sierra Cuba                                                       | Yareli Salazar Mexique                                                     | Daniela Guajardo Chili                                                             |
| Omnium                  | Gillian Carleton Canada                                                   | Marlies Mejías Cuba                                                        | Jennifer Valente États-Unis                                                        |

## Tableau des médailles
57 médailles ont été distribuées lors des compétitions. 
| Rang  | Nation     | Or | Argent | Bronze | Total |
| ----- | ---------- | -- | ------ | ------ | ----- |
| 1     | Colombie   | 4  | 5      | 4      | 13    |
| 2     | Canada     | 4  | 2      | 1      | 7     |
| 3     | Cuba       | 3  | 4      | 1      | 8     |
| 4     | Venezuela  | 3  | 2      | 7      | 12    |
| 5     | États-Unis | 3  | 0      | 2      | 5     |
| 6     | Chili      | 1  | 2      | 2      | 5     |
| 7     | Équateur   | 1  | 0      | 0      | 1     |
| 8     | Argentine  | 0  | 2      | 1      | 3     |
| 9     | Brésil     | 0  | 1      | 1      | 2     |
| 10    | Mexique    | 0  | 1      | 0      | 0     |
| Total | Total      | 19 | 19     | 19     | 57    |